# Engfa Waraha
Engfa Waraha (en tailandés: อิงฟ้า วราหะ, rtgs: Ingfa Waraha; nacida el 15 de febrero de 1995) es una cantante, ganadora de concursos de belleza y actriz tailandesa.
Participó en la séptima temporada de The Voice Tailandia. En 2022, ganó el Miss Grand Tailandia 2022 representando a Bangkok. Representó a Tailandia en el Miss Grand Internacional 2022 celebrado en Indonesia el 25 de octubre, donde obtuvo el puesto de primera finalista. Protagonizó junto a Jeff Satur la película de 2024 The Paradise of Thorns, que rompió récords de taquilla e inspiró debates sobre los derechos LGBTQ en Tailandia.

## Primeros años y carrera
Waraha nació en 1995 en la provincia de Uthai Thani en una familia de músicos; su padre era tecladista y su madre cantante de luk thung (pop-country tailandés). Tiene dos hermanas mayores, Keytawan y Plaifa (también conocida como Daaddaew).
Nacida en una familia musical, Waraha aprendió habilidades musicales de sus padres y comenzó a actuar en escenarios a los seis años. Además, su familiaridad con las tradiciones locales desde la infancia la inspiró a soñar con convertirse en Likay (forma de teatro popular folclórico de Tailandia central) y oficiante de ceremonias de bendición tailandesas (ช่างทำขวัญ). A los 17 años, debido al cáncer terminal de su padre, firmó un contrato de 12 años con la agencia de gestión artística Sangravee Entertainment, con sede en Bangkok, para pagar el tratamiento de su padre. Lanzó cuatro sencillos: dos en 2015 y dos en 2016. En 2013, un año después de la muerte de su padre, conoció al maestro de ceremonias de bendición tailandesa Phonraphee Maneethai (พรระพี มณีไทย), quien la convenció para estudiar estas habilidades y el canto de versos tailandeses (ขับเสภา) hasta alcanzar un nivel profesional. Antes de ingresar a la industria del entretenimiento nacional, también trabajó como camarera, verdulera, vendedora de comida ambulante, caddie y modelo.
Waraha se dio a conocer como Engfa Sangravee tras participar en la séptima temporada del concurso de canto The Voice Tailandia en 2018, donde pasó las audiciones y formó parte del equipo de Joey Boy, llegando hasta la ronda de knock out. Desde entonces, ha aparecido en varios programas de televisión,  tales como una aparición especial en las comedia de situación Pen Tor y Raberd Terd Terng, además de participar en programas de juegos como 123 Ranking Show, Still Standing Tailandia y Guess My Age.

## Vida personal
Engfa ha declarado públicamente que es una persona con diversidad sexual. En sus palabras, «lo importante al relacionarse con alguien es la felicidad y la comodidad de ambas partes, más allá del género». Además, participó junto al equipo de Miss Grand Tailandia en el Bangkok Naruemit Pride, un gran desfile del orgullo en Bangkok.

## Concursos de belleza
En 2020, Waraha participó en el concurso Miss Grand Suphanburi, un certamen preliminar provincial para el Miss Grand Tailandia, pero se retiró debido a problemas contractuales. Regresó a los concursos de belleza en 2022 y ganó el Miss Grand Bangkok 2022. Posteriormente, se coronó como Miss Grand Tailandia 2022. También participó en el Miss Grand Internacional 2022, donde obtuvo el puesto de primera finalista.

## Filmografía

### Películas
| Año  | Título                 | Rol         | Notas |
| ---- | ---------------------- | ----------- | ----- |
| 2024 | The Paradise of Thorns | Hom Jongyoi |       |

### Series de televisión
| Año  | Título                     | Rol           | Notas               |
| ---- | -------------------------- | ------------- | ------------------- |
| 2023 | Show Me Love               | Meena         |                     |
| 2024 | Club Friday Hot Love Issue | Night         | Episodio Love Bully |
| 2024 | Bangkok Blossom บางกอกคณิกา | Kulap         |                     |
| 2024 | Petrichor                  | Tul Chanwimol |                     |
| 2025 | The Tipsy Mystery          |               |                     |
| 2025 | Unlimited Love             |               |                     |
| 2025 | The Water                  |               |                     |

## Premios y nominaciones
| Premio                                          | Año  | Categoría                                                     | Nominado/obra              | Resultado      | Ref.   |
| ----------------------------------------------- | ---- | ------------------------------------------------------------- | -------------------------- | -------------- | ------ |
| Miss Grand Bangkok                              | 2022 | Miss Grand Bangkok                                            |                            | Ganador        |        |
| Miss Grand Tailandia                            | 2022 | Miss Grand Tailandia                                          |                            | Ganador        |        |
| Miss Grand International                        | 2022 | Miss Grand International                                      |                            | 1era Finalista |        |
| TikTok Awards Tailandia                         | 2022 | Mejor Creador en Vivo de Entretenimiento y Música             |                            | Ganador        |        |
| TikTok Awards Tailandia                         | 2022 | Celebridad del Año                                            |                            | Ganador        |        |
| Kazz Awards                                     | 2022 | Máxima Tendencia en Redes Sociales                            |                            | Ganador        |        |
| Kazz Awards                                     | 2022 | Mejor Chica del Año                                           |                            | Ganador        |        |
| Kom Chad Luek Awards                            | 2022 | Mejor Artista Femenina - Cover de Música Folclórica           |                            | Ganador        |        |
| TV Pool Stars Party Retire & Reborn             | 2022 | Celebridad del Año                                            |                            | Ganador        |        |
| TV Pool Stars Party Retire & Reborn             | 2022 | Pareja del Año (Englot)                                       |                            | Ganador        |        |
| The Idol Awards                                 | 2022 | Premio Ídolo                                                  |                            | Ganador        |        |
| Thairath Best Of The Year                       | 2022 | Celebridad del Año                                            |                            | Ganador        |        |
| Thairath Best Of The Year                       | 2022 | Noticia de Entretenimiento del Año                            |                            | Ganador        |        |
| Thairath Best Of The Year                       | 2022 | Pareja del Año (Englot)                                       |                            | Ganador        |        |
| Sanook Top Of The Year                          | 2022 | Mujer Inspiradora del Año                                     |                            | Ganador        |        |
| Beauty Queen College Awards                     | 2022 | Reina del Año                                                 |                            | Ganador        |        |
| Beauty Queen College Awards                     | 2022 | Favorita de los Fans                                          |                            | Ganador        |        |
| Maya TV Awards                                  | 2023 | Mujer Encantadora del Año                                     |                            | Ganador        |        |
| Kazz Awards                                     | 2023 | Estrella Brillante del Año                                    |                            | Ganador        |        |
| Sanook                                          | 2023 | Más Comentada del Año                                         |                            | Ganador        |        |
| Miss Grand                                      | 2023 | Premio Voz Grand                                              |                            | Ganador        |        |
| Siamrath Online Awards                          | 2023 | Pareja del Año (Englot)                                       |                            | Ganador        |        |
| The National Council On Social Welfare Thailand | 2024 | Premio Real \| Premio Hijo Agradecido                         |                            |                |        |
| EFM Awards                                      | 2024 | Pareja Rival del Año (Engfa-Jeff)                             |                            | Ganador        |        |
| HOWE Awards                                     | 2024 | Premio Actriz Más Popular                                     |                            | Ganador        |        |
| Thailand Headline Person Of The Year Awards     | 2024 | Actriz Más Popular en Tailandia y China                       |                            | Ganador        |        |
| Daily News Awards                               | 2024 | Premio D-Superestrella                                        |                            | Ganador        |        |
| Likay Festival Soft Power Awards                | 2024 | Premio Soft Power \| Fundación El Milagro de la Vida          |                            |                |        |
| Nineentertain Awards                            | 2024 | Premio Elección del Público \| Premio Mahachon                |                            | Nominada       |        |
| Sanook Top Of The Year                          | 2025 | Actriz del Año                                                |                            | Ganador        |        |
| 13th Thailand Social Awards                     | 2025 | Mejor Desempeño de Creador en Redes Sociales - Actor y Actriz |                            | Ganador        | [ 22 ] |
| Thailand Box Office Awards                      | 2025 | Mejor Actriz del Año                                          | The Paradise of Thorns     | Ganador        |        |
| 4th The People Awards                           | 2025 | Popular del Año                                               |                            | Ganador        |        |
| Maya TV: Superstar Idol Awards                  | 2025 | Ídolo Femenino Estrella del Año                               |                            | Ganador        |        |
| 14th Thai Film Director Awards                  | 2025 | Mejor Actriz en Rol Protagónico                               | The Paradise of Thorns     | Finalista      | [ 23 ] |
| The Viral Hits Awards                           | 2025 | Mejor Pareja Yuri del Año (Englot)                            |                            | Ganador        |        |
| 16th Nataraj Awards                             | 2025 | Mejor Actriz en Rol Protagónico                               | Bangkok Blossom บางกอกคณิกา | Nominada       |        |
| Nineentertain Awards                            | 2025 | Premio Elección del Público \| Premio Mahachon                |                            | Nominada       |        |